# Tram van Sint-Petersburg

Het tramnet in 2024

De tram van Sint Petersburg (Russisch Санкт-петербургский трамвай) is een van de openbaarvervoermogelijkheden in Sint-Petersburg, een van de belangrijkste steden van Rusland. Het werd met paardentramlijnen in 1863 in gang gezet, geëlektrificeerd vanaf 29 september 1907 en wordt geëxploiteerd door Gorelektrortrans (Russisch: Горэлектротранс), een gemeentelijk bedrijf dat ook een uitgebreid trolleybusnetwerk exploiteert. Het heeft een spoorbreedte van 1524mm (bekend als ‘Russisch breedspoor’) en rijdt onder een voltage van 600v gelijkstroom.
In de jaren 1980 was het railnet veruit het grootste ter wereld – 340 kilometer baanlengte – maar in 2007 was daar nog maar 220 kilometer van over. Sinds 1955 heeft Sint-Petersburg een metro die de ruggengraat van het openbaar vervoer is. Alle data in dit artikel zijn volgens de moderne Gregoriaanse kalender, ev. teruggerekend. De stad heette van 1914 tot 1924 Petrograd en van 1924 tot 1991 Leningrad, in dit artikel wordt voor de leesbaarheid zo veel mogelijk Sint-Petersburg geschreven.

## De paardentram

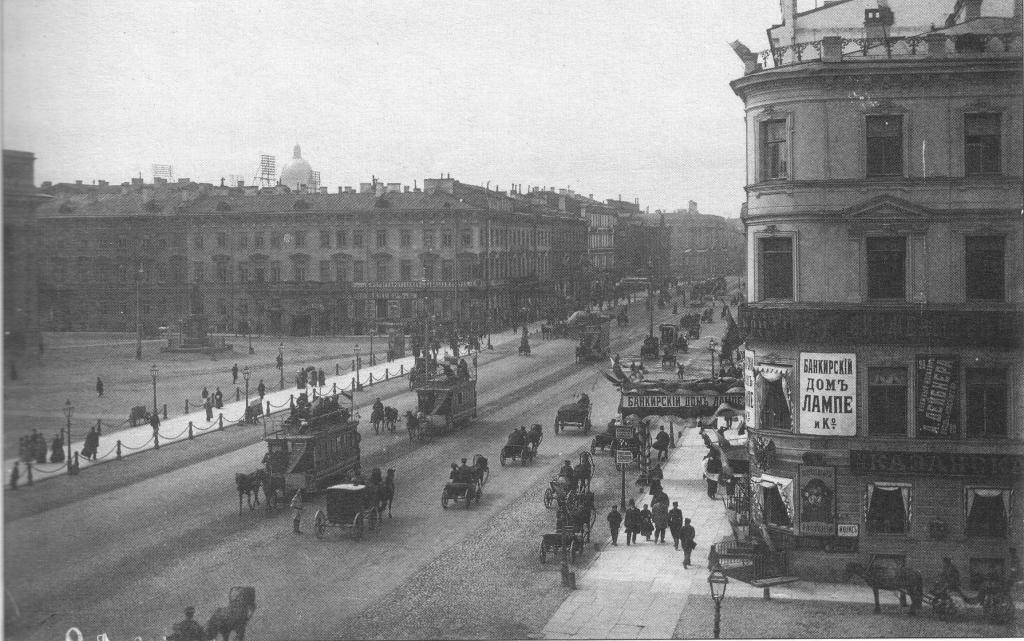
Paardentram op Nevski Prospekt ter hoogte van de kathedraal van Kazan, 1896.

De paardentram voor passagiersvervoer ging in Sint-Petersburg op 27 augustus 1863 van start. De ‘Première Compagnie des tramways à Peterbourg’ opende een lijn, Nevskaja-lijn genaamd, tussen het Admiraliteitsplein, over het Slotplein en de Nevski Prospekt tot het station Nikolajevski (Moskovski vokzal). De spoorwijdte was 1524 mm. In 1854 werd er al een paardentrams gebruikt voor vrachtvervoer, voornamelijk buiten het stadscentrum, bv. naar de zeebatterij in Kronstadt. In 1864 werden twee nieuwe paardentramlijnen geopend. De Sadovaja-lijn liep in zuidwestelijke richting van Gostnyy dvor, bij de Nevski Prospekt, tot de markt van Nikolski (het huidige Toergenjevplein, Ploschad Turgeneva) en was zo’n 3,5 kilometer lang. De Wasiliostrovskaja-lijn was ook ongeveer 3,5 km lang en liep van het Admiraliteitsplein over de houten Sint Izaäkbrug naar de 8ste straat op het Vasilyevsky-eiland. Het nemen van de brug met tram en passagiers was geen gemakkelijke opgave voor één paard. Aan beide kanten van de brug waren stallen gebouwd waar oude paarden verbleven. Zij hadden als enig klusje het samen met het eerste paard de brug over trekken van het paardentramrijtuig (en de passagiers).
Er was sprake van vrij ondernemerschap en zo ontstond verschillende trambedrijfjes. In 1874 werd door Petersburgse zakenlieden de ‘Tweede Naamloze Vennootschap van de Paardentram in Sint-Petersburg’ (PAM) opgericht. Deze nieuwe maatschappij pakte de uitbreiding van het vervoer intensief op en in 1877 werden er al 27 lijnen met een lengte van 91 km aangeboden; in 1899 was dit bedrijf al gegroeid tot een lengte van 131 km. Er deden 2407 paarden dienst en voor de 433 tweeassige trams (sommige met een open imperiaal bovenop) waren zes remises nodig. Er werden ongeveer twee miljoen passagiers per jaar vervoerd. De kleur van de wagens was crème met blauw en omdat er nog geen rijtuigindustrie in Sint-Petersburg was, werden wagens uit Engeland en Zweden aangeschaft. Latere series rijtuigen werden wel in Sint-Petersburg gebouwd, bv. uit de Putilov-fabrieken, de huidige Kirov. Ook een fabrikant genaamd ‘Phoenix’ – voorloper van de Russisch-Baltische Wagonfabriek te Riga - produceerde paardentrams. Naargelang de drukte werden één of twee paarden voorgespannen. Snel ging het niet want de hoogste snelheid bedroeg zo’n 7 km per uur. Al snel hadden de Petersburgers een bijnaam voor de paardentram: ‘lamme eend’. De standaardprijs voor een rit was 5 kopeken; men kon ook voor 3 kopeken mee maar dan moest men tevreden zijn met een plaats boven op de wagen in de open lucht. In 1878 werd een derde paardentrambedrijf onder de naam ‘Nevskaja voorstadspaardentram’ dat een lijn van het Nikolajevski station naar het nog dorpse Mursinka – het huidige stadsdeel Rybatskoje – opent.
Op 3 september 1902 verliep het contract tussen de gemeente en de PAM en het complete netwerk, de rails, wagens, paarden, remises werden eigendom van de gemeente. Tevens werd het personeel in gemeentedienst genomen. Bijna onmiddellijk werd aan een Amerikaans bedrijf, de Westinghouse Electric Company, opdracht gegeven het gehele netwerk te elektrificeren, de sporen, die op smalspoor (1000 mm) waren aangelegd, om te bouwen voor het standaard Russische ‘breedspoor’ (1524 mm), depots te bouwen, motorwagens en aanhangwagens te bouwen en te bestellen, personeel op te leiden en een voorstel te doen voor een efficiënt en winstgevend lijnennet. Tot 1910 worden echter nog paardentramlijnen aangelegd. Dit was omdat de financiële middelen ontbraken de groei van de stad met elektrische tramlijnen op te vangen. De Eerste Wereldoorlog bracht om praktische redenen de paardentrambedrijven tot stilstand omdat er onvoldoende voedsel voor de paarden aangekocht kon worden. Paarden, die niet door de militaire organisaties waren gevorderd, waren ernstig ondervoed.

## Het experiment met de tram over het ijs

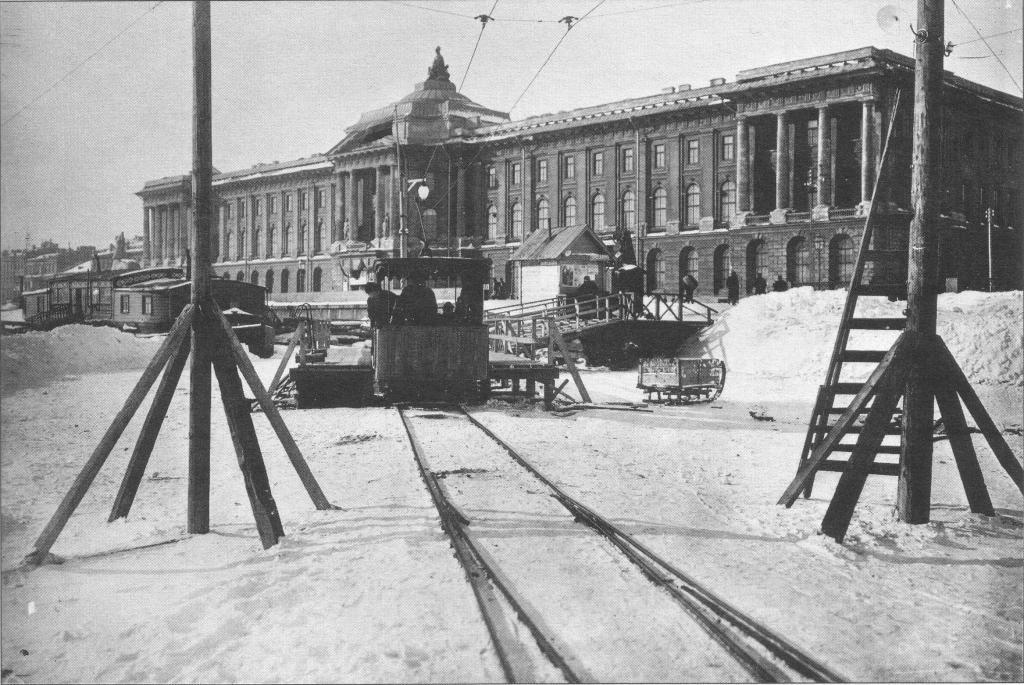
Opname van de ijstram rond 1900.

Burgers van Sint-Petersburg konden al op 22 augustus 1880 een elektrische tram bewonderen. Een ondernemend ingenieur, Fjodor Pirotsky, liet het publiek met de nieuwe techniek kennismaken. Daarbij hoopte hij dat de PAM belangstelling zou tonen en haar lijnen zou willen elektrificeren. Pirotsky’s voorstel werd echter afgewezen omdat het bedrijf de investeringen in nieuwe trams en de werkzaamheden aan de baanvakken om deze geschikt te maken voor de (zwaardere) elektrische tractie dacht niet op te kunnen brengen. In de winter van 1895/6 werd de elektrische tram wederom geïntroduceerd; deze keer op ijs. De exploitant was een BV met de naam ‘Finse Scheepvaartmaatschappij’. Over de rivier de Neva werd een enkelsporige lijn aangelegd die op land in drie verschillende takken uitwaaierde en er werd – indien de rivier dichtgevroren was – een regelmatig dienstpatroon aangeboden. De rails en de bovenleidingsmasten werden zodra de eerste ijsvorming – meestal in oktober – zich voordeed in het ijs ingevroren. Afhankelijk van het moment waarop de dooi serieus intrad, werd het materiaal weer verwijderd. De spoorbreedte was 1000 mm. De PAM spande een proces aan tegen de nieuwe elektrische tram omdat zij meende het monopolie op het stadsvervoer te hebben. Ze verloor de zaak echter, omdat de rechter van mening was dat het monopolie betrekking had op het exploiteren van lijnen over de weg en niet over ijs. Zodra er bruggen over de Neva werden gebouwd waarover de paardentram werd aangelegd verviel het voordeel van de ijstram en deze reed in de winter van 1909/10 voor het laatst.

## Stoomtram

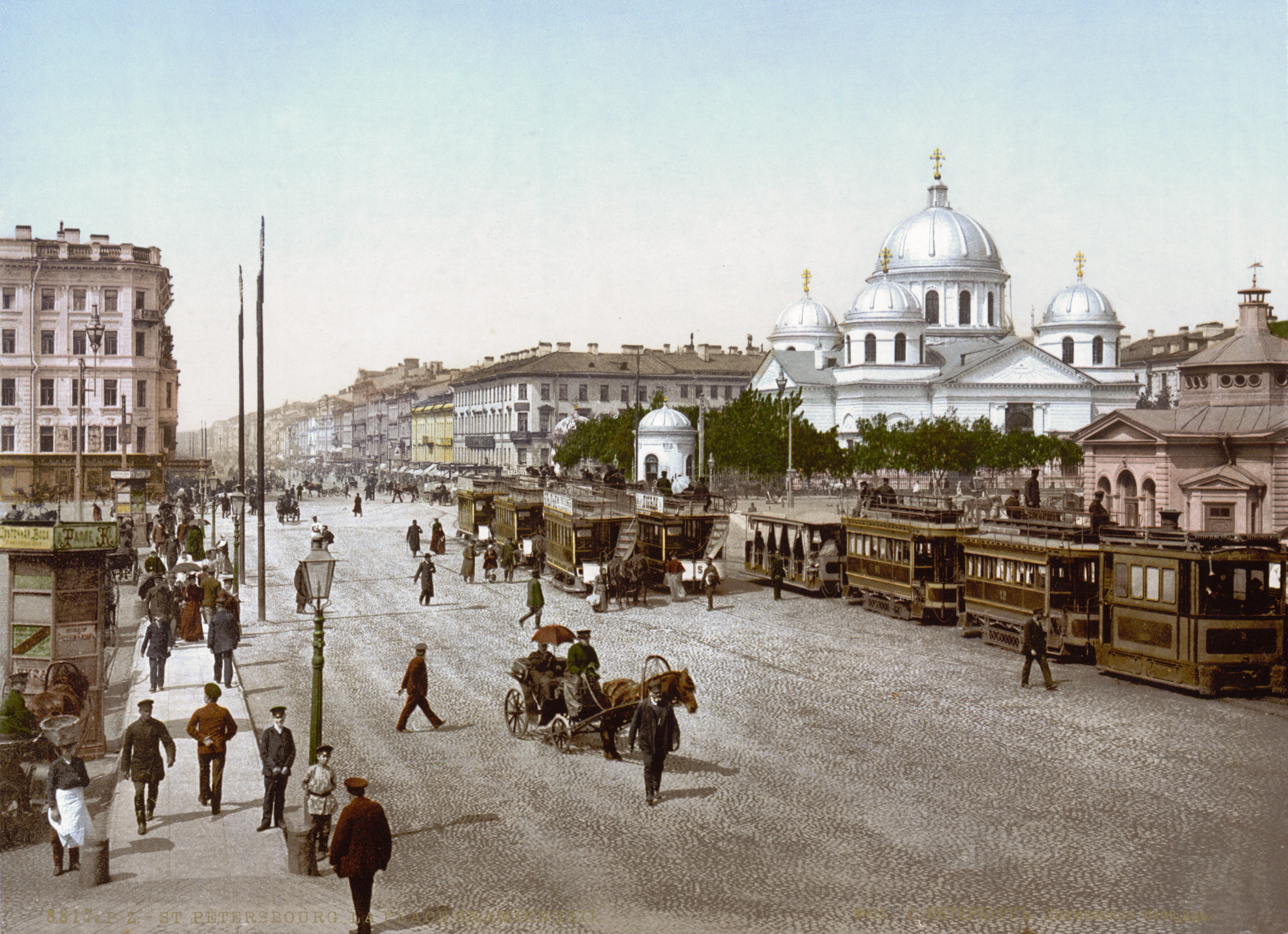
De Nevski Prospekt met de Znamenskaya kerk tussen 1890 en 1905. Stoomtram en paardentrams staan klaar voor passagiers.

In 1881 werden de eerste proefritten met een ander nieuwe vervoermiddel gemaakt. Op de paardentramlijn die bekendstond als de Lesnaja-lijn werd een stoomtram in dienst gesteld. De locomotief was van een Duitse fabrikant: Krauss. De stoomtram reed echter tussen 1882 en 1884 niet op de genoemde lijn maar op de voorstadslijn naar Newskaja. Pas in 1887 komt zij terug op de Lesnaja-lijn zodat er twee stroomtramlijnen zijn die in 1902 en 1913 door de stad worden opgekocht. De Lesnaja-lijn wordt reeds in 1914 gedeeltelijk geëlektrificeerd waarbij het niet elektrische gedeelte weer paardentractie krijgt. Tot 1916 blijft dit zo maar omdat bijna alle paarden voor de oorlog worden geconfisqueerd moet de stoomtram tussen 1916 en 1918 weer op dat lijngedeelte terugkeren. De gehele lijn is echter in 1918 klaar voor de elektrische tram! De Eerste Wereldoorlog voorkwam dat de Newskaja-lijn snel werd geëlektrificeerd maar dit werd onhoudbaar omdat in de spitsuren tot 200 passagiers in één wagen moesten worden vervoerd. Pas op 26 augustus 1922 slaagde men er in deze lijn onder de draad te brengen en op die dag reed de laatste stoomtram door de Petersburgse straten.

## Elektrificatie

Opname van het Vitebsk station met op de voorgrond een elektrisch tramstel. Datering voor 1910.

Op 29 september 1907 reed de eerste elektrische tramlijn. De openingsceremonie vond plaats op de Admiralteyskiy prospekt. De eerste lijn was de geëlektrificeerde Wasiliostrovskaja-lijn (in 1909 het noordwestelijk deel van lijn 5). Op 28 oktober konden de andere lijnen, de Sadovaja- en de Nevskaja-lijn, feestelijk geopend worden. Tot 1909 werden de paardentramlijnen die de meeste passagiers vervoerden geëlektrificeerd en hiervoor waren uiteindelijk 190 motorwagens in dienst die door de Brush-fabrieken in Loughborough, Engeland waren gebouwd. Dit type kreeg dan ook de aanduiding ‘Type MB (motorny Brush)’. Opvallend was dat deze wagens direct van een gesloten balkon waren voorzien, iets wat toen niet gebruikelijk was. Het had heel waarschijnlijk met de zeer strenge Petersburgse winters te maken. In 1909 deden de elektrische tramlijnen 1, 2, 3, 3A, 3B, 3V, 4, 5, 6, 7, 7A, 7B, 8, 9, 10, 11, 12 en 14 dienst. Een lijnnummer 13 werd vermeden.

## Ontwikkelingen tot en met deGrote Vaderlandse Oorlog

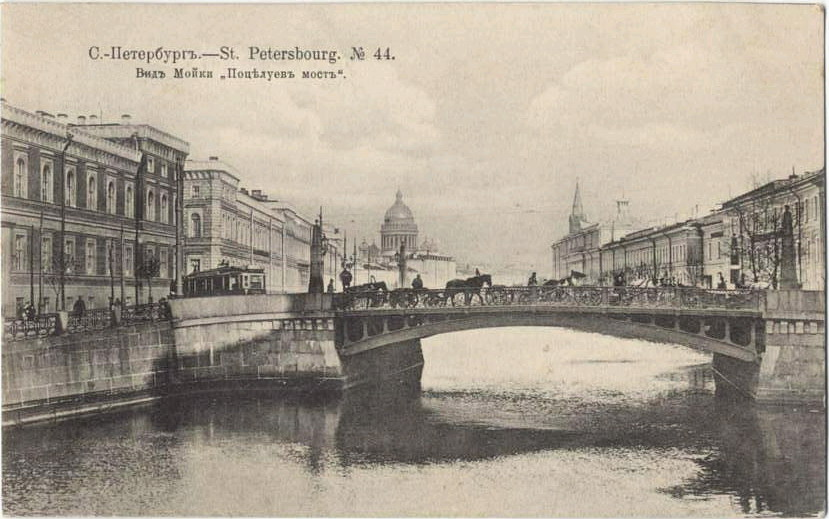
Ansichtkaart van de Potseluev brug waar net een tram op draait, gedateerd 1914.

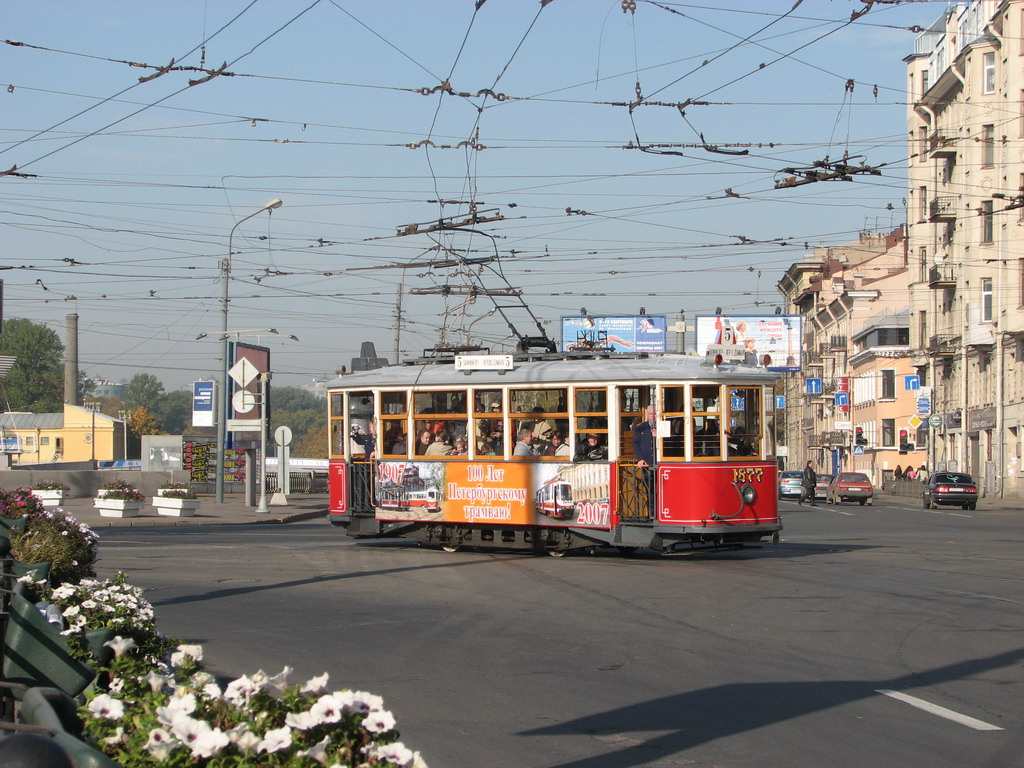
Museumtram van het MS type, 2007.

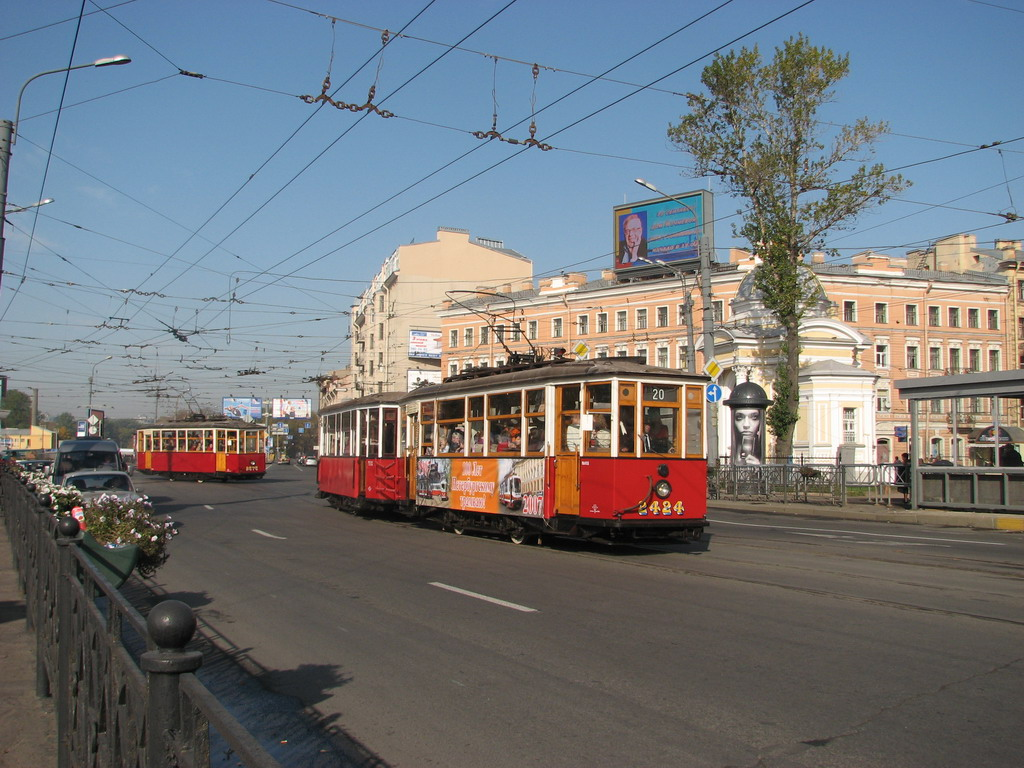
MS-3 type met aanhangwagen als museumstel.

Tussen 1909 en 1916 vond een grote uitbreiding tot 23 lijnen plaats en om deze groei op te vangen werden 306 motorwagens in dienst gesteld die in Sint-Petersburg zelf en ook in Moskou, Nizjni Novgorod en de Letse hoofdstad Riga werden gebouwd. Het 16 km zuidwestelijk van de stad gelegen Strelna kreeg een aansluiting in 1914. Het was de eerste Russische interlokale tramlijn. In 1917 waren in totaal 496 motor- en 337 aanhangwagens beschikbaar. Het grootste deel van de aanhangwagens waren ex-paardentramrijtuigen. De Petersburgse Putilov-fabriek bouwde ook grote series aanhangwagens die de typeaanduiding PD (prizepnyj dvouchstoronyj – ‘tweerichtingsbijwagen’), PU en PG kregen. In 1917 was er reeds 200 kilometer tramnet in dienst maar de problematische situatie wegens de Eerste Wereldoorlog gooide veel uitbreidingsplannen in duigen. Het gebrek aan grondstoffen wreekte zich overal en in de stad werd prioriteit gegeven aan het vervoer van goederen. Alle goederen die op station Warschau aankwamen werden met de tram verder de stad in gedistribueerd. Het postvervoer werd door de tram uitgevoerd en tevens werden er honderden zand-, brandhout- en meelritten per dag gereden. Sommige trams werden tot veldhospitaal verbouwd. Tussen 1918 en 1923 vervoerde de tram rond de 250.000 ton goederen per jaar. De burgeroorlog die op de Oktoberrevolutie van 1917 volgde resulteerde in een grote teruggang van de ontwikkelingen in het tramnet. Het grootste gedeelte van het personeel was voor militaire dienst opgeroepen en de kolenvoorraad voor de elektriciteitscentrale was minimaal. Er waren vele stakingen bij het onderhoudspersoneel. Dit leidde tot grote onderbrekingen in de dienstuitvoering. Het onderhoud aan trams bleek nagenoeg onmogelijk omdat de kennis ontbrak en er geen reserveonderdelen waren. De toestand van het wagenpark bereikte een erbarmelijk niveau. In 1919 konden nog slechts 227 trams per dag in dienst komen en werden 2 remises gesloten. Tussen 1919 en 1923 werden alleen nog tussen 7.00 en 18.00 uur passagiers vervoerd. Op zaterdagen en zondagen was helemaal geen passagiersvervoer mogelijk. Met behulp van de vrijwillige inzet van werklozen werd de voorstadslijn naar Mursinka geëlektrificeerd en verlengd. Vanaf 1922 was het – doordat de politieke en bestuurlijke situatie stabiliseerde – mogelijk weer investeringen in het trambedrijf te doen en werd er met de reconstructie en heropbouw van het net en het beschikbare trammaterieel begonnen. Vele uitbreidingsplannen die al 10 jaar op de plank lagen konden worden uitgevoerd. In datzelfde jaar werden de eerste 3 elektrisch bedienbare wissels geïntroduceerd, werden 3 remises extra gebouwd en vele onderstations voor de verbetering van de stoomtoevoer. In 1923 werd voor het eerste een boekwerkje voor passagiers uitgegeven waarin lijnnetkaarten en frequentietabellen werden afgedrukt. Naast lijnen voor passagiers werden vanuit elke remise vracht-, post- en goederenlijnen uitgevoerd. Elk groot industrieel bedrijf had een aansluiting op het tramnet. In 1925 bestaat het net uit 30 lijnen dat tot 1941 uitgroeit tot een net van 700 km waarop dagelijks 1835 trams dienstdoen die door 9 remises worden bediend. Jaarlijks worden 12.000.000 passagiers vervoerd waarvoor 22.000 personeelsleden in dienst zijn. Tussen 1927 en 1935 worden de motorwagens van het Type MS (motornyj stalnoj – stalen motorwagen) en aanhangwagens van het Type PS (prizepnyj stalnoj – stalen aanhangwagen) gebouwd en afgeleverd. Dit waren de eerste trams in Sint-Petersburg die een stalen carrosserie hadden maar die nog wel op een tweeassige truck waren gebouwd. In totaal werden er 865 van deze motorwagens, die door de Petersburgse wagonindustrie ‘Krasnyj Putilovez’ gebouwd waren, in dienst gesteld. De raampartij van deze wagens was wel van hout en had een karakteristieke indeling van 3 kleine en 2 grote ramen. De wagens waren uitgerust met een korte sleepbeugel voor de stroomafname. De trams werden ingezet in een combinatie van 1 motorwagen met 2 aanhangwagens.

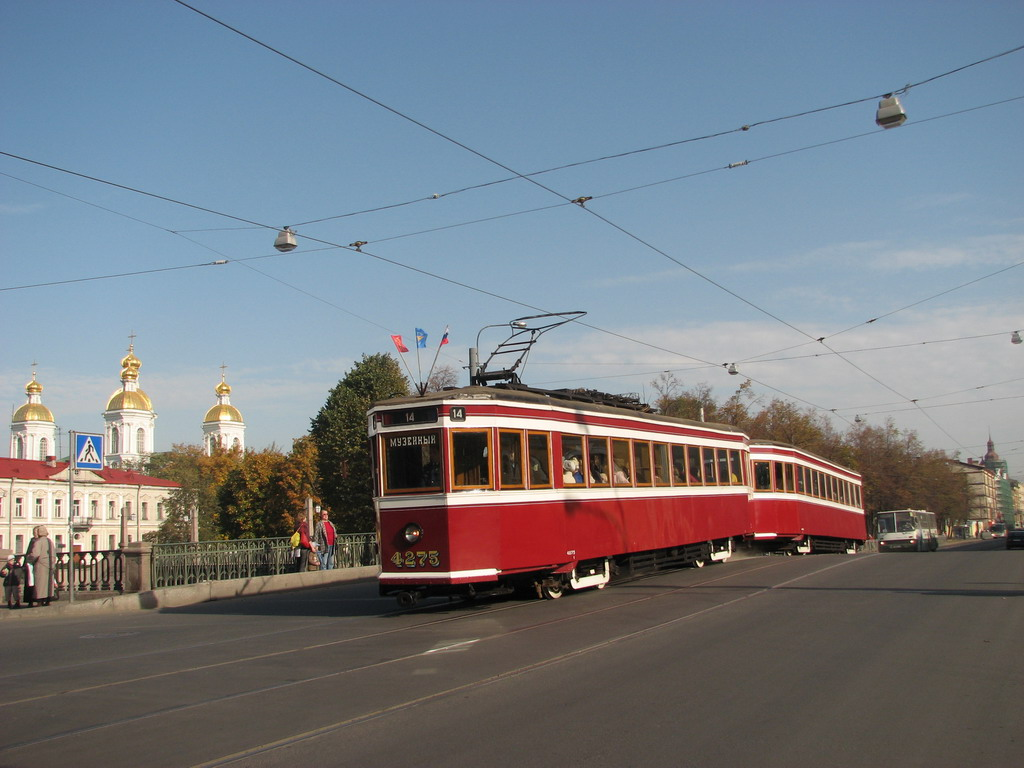
Museumstel van een LM-33 en LP-33 op de Staro Nikolskibrug in Sint-Petersburg, 2007.

In 1933 werden de eerste vierassige trams op 2 trucks in dienst gesteld. Deze motor- (Type LM-33) en aanhangwagens (Type LP-33) waren nodig om het zeer grote passagiersvervoer op te kunnen vangen. In 1931 was een aantal ingenieurs van het trambedrijf in de Verenigde Staten geweest en had daar kennis gemaakt met de Peter Witt Car. Dit type tram was de inspiratie voor het ontwerp van een grote vierassige tram van Russisch fabricaat met 3 paar deuren en een hoog motorvermogen. In 1933 zagen 8 prototypes (4 motor- en 4 aanhangwagens) het licht die een stalen carrosserie van 15 meter lang en 2,6 meter breed hadden. Ze waren gebouwd door personeel van de Leonov-remise. Deze trams kregen de typeaanduiding MA / PA - Motornyj Amerikanskogo tipa (Motorwagen van het Amerikaanse type) en Pricepnyj Amerikanskogo tipa (Aanhangwagen van het Amerikaanse type). De aanduiding LM/LP werden pas na de Tweede Wereldoorlog ingevoerd omdat de animositeit tussen de VS en de USSR zodanig was dat een verwijzing naar iets Amerikaans niet meer werd geaccepteerd. De ‘L’ staat voor ‘Leningradski’. Een gedeelte van de prototypes was een tweerichtingstram, een ander gedeelte had slechts één bestuurdersplaats. Dit laatste werd de norm voor de serie. Een ander prototype had in het voorste gedeelte van de tram geen zitplaatsen zodat de vervoerscapaciteit zeer groot was (ongeveer 200 passagiers). Uiteindelijk koos men voor een uitvoering waarin in het voorste gedeelte langsbanken waren aangebracht en in het achterste gedeelte tweezitters. De onderbouw van de wagens was van staal, maar deuren en ramen waren van hardhout die in een aantrekkelijke bruine vernislaag waren gelakt. De vouwdeuren werden pneumatisch bediend wat ook afgekeken was van het Peter Witt-type. De trucks waren qua opbouw afgekeken van Pullmann spoorwegmaterieel. Nadat een definitief ontwerp gereed was, startte de nieuwe trammaterieelfabriek in Sint-Petersburg op 15 mei 1934 de productie. Deze productielijn werd 7 jaar later door de Duitse inval in Rusland onderbroken. In totaal werden 232 motor- (nrs. 4021-4483) en 226 aanhangwagens (4022-4472) geproduceerd. (Het trambedrijf gebruikte voor motorwagens uitsluitend oneven en voor aanhangwagens alleen even nummers.) Een deel van de serie motorwagens kreeg een zeer grote schijnwerper op het dak om de slecht verlichte baanvakken buiten het centrum goed zichtbaar te kunnen berijden. Gedurende de oorlog werden relatief veel van deze trams verwoest en nadien werden delen van de carrosserie en de bodem gebruikt om nieuwe trams van het type LM/LP-47 te bouwen. Vanaf 1936 werden de investeringen in het tramnet echter steeds minder; de directie van het bedrijf zag meer in het opzetten van een – flexibeler geacht - trolleybusnetwerk.

#### Tweede Wereldoorlog en beleg
Het 900 dagen durende Beleg van Leningrad was in de Tweede Wereldoorlog de ergste tijd voor het trambedrijf. Op 8 september 1941 slaagde de Duitse agressor er in Sint-Petersburg in de tang te nemen waardoor de stad van de rest van Rusland, en dus haar bevoorradingslijnen, werd afgesloten. Vele eindpunten van tramlijnen lagen onder vuur en in de door de Duitsers bezette zone. De bombardementen op de stad verwoestten niet alleen de infrastructuur van de tram maar ook scholen, ziekenhuizen, woonblokken en elektriciteitscentrales. Gedurende het beleg werden 1050 voltreffers op de trams en haar infrastructuur geteld. Op 8 december 1941 werd het trambedrijf stilgelegd omdat er geen elektriciteit meer kon worden geleverd. Op 15 april 1942 was het mogelijk om vanuit de remise op het Vasilyevsky-eiland gedeeltelijk lijn 7 weer in dienst te nemen. Sterk geëmotioneerd begroetten de inwoners van Sint-Petersburg dit teken dat zij als zeer hoopvol interpreteerden. De reparatie aan de rails werd weer opgepakt en er werden bouwbrigades opgericht die systematisch de stad afwerkten en de schade zoveel als mogelijk probeerden te herstellen. Tot halverwege 1943 slaagde men er in 13 tramlijnen zo goed als mogelijk te exploiteren. Vanaf de genoemde datum en het uiteindelijke einde van het beleg – 27 januari 1944 – werd het tramverkeer niet meer onderbroken. Op het moment dat het beleg werd doorbroken, waren, wat het trambedrijf betreft, 2 remises totaal vernietigd, 500 km bovenleiding verwoest, 150 trams verloren en 1065 trams moesten worden herbouwd en waren op dat moment niet geschikt voor de dienst. 3406 personeelsleden hadden hun leven verloren. De tram was tijdens het beleg voor de Petersburgers hét teken dat alles goed kwam. Áls de tram functioneerde was er hoop, het was hét levensteken. Alleen het geluid van de tram ontroerde de mensen al. Voor vele bewoners die het beleg overleefden is hun tram de herinnering aan die tijd.

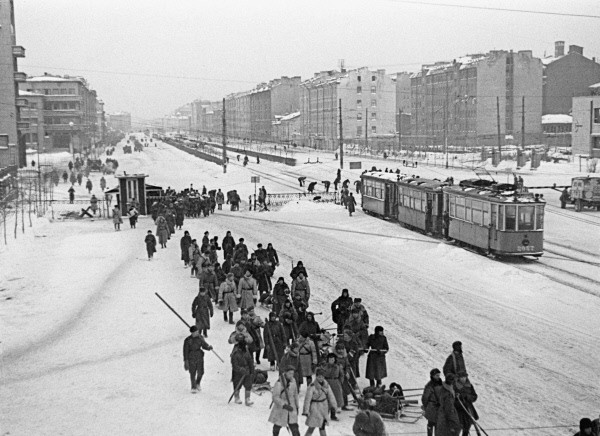
De Moskou prospekt leidde direct naar het front. Vermoedelijk een opname met tram van lijn 3. 7 december 1941.
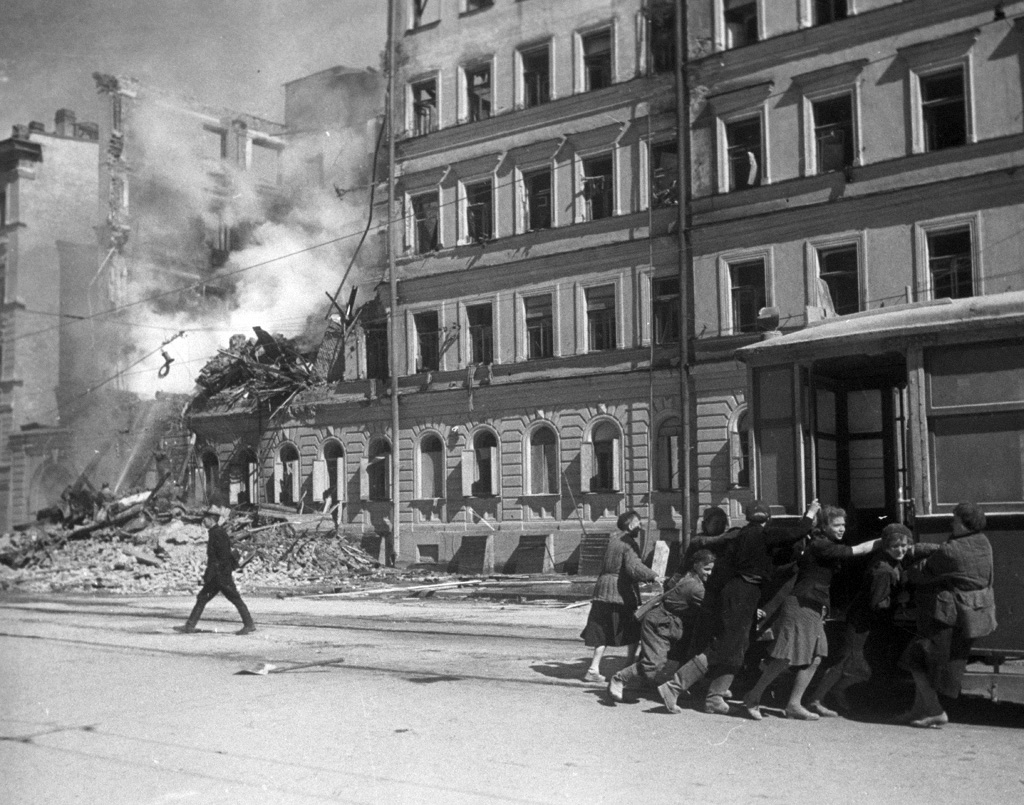
Inwoner duwen een tram weg nadat er een Duitse luchtaanval geweest is. 1 januari 1942.
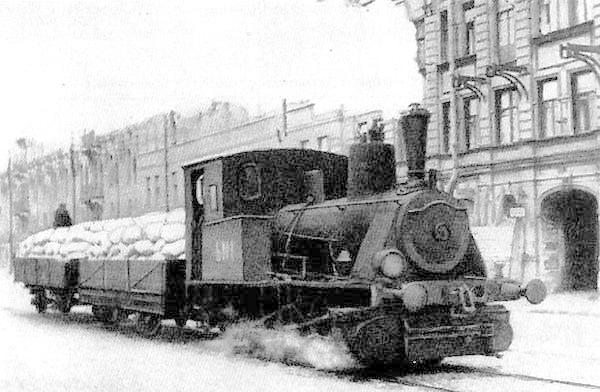
Gedurende de blokkade van Leningrad werd het tramspoor ook door (lichte) locomotieven gebruikt om voedsel door de stad te transporteren.

## Ontwikkelingen tot hetuiteenvallen van de Sovjet-Unie

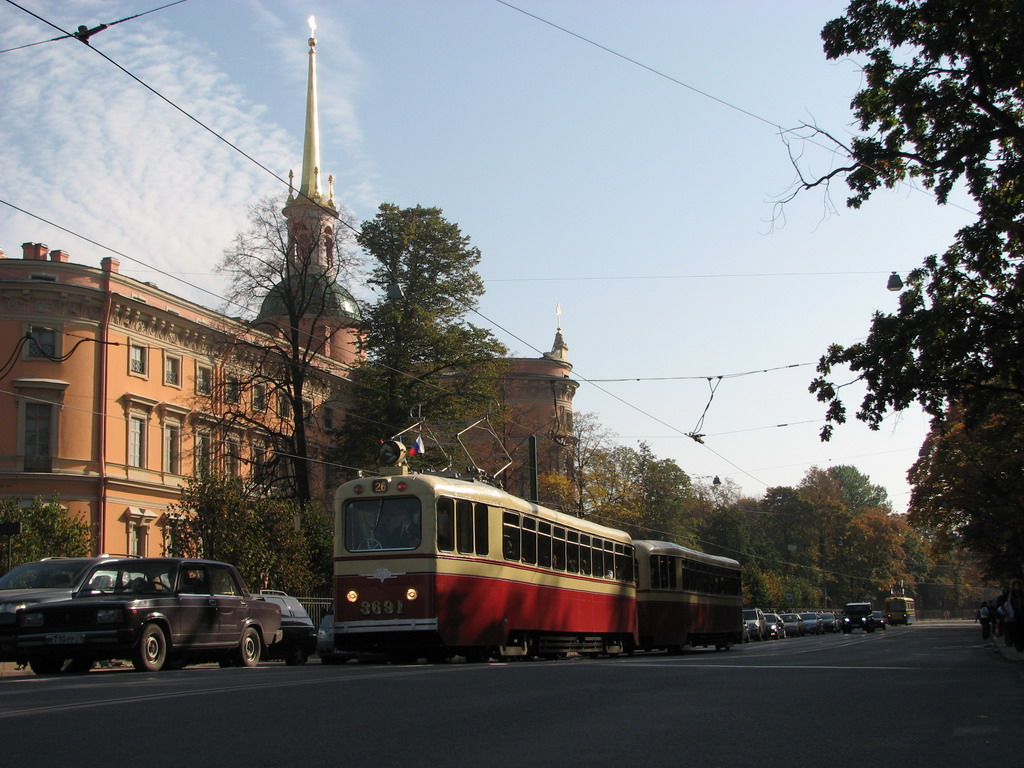
Museumstel van een LM-47 en een LP-47 aanhangwagen in de Sadovaya straat.

De wederopbouw werd voortvarend aangepakt. Eind 1945 waren er weer 500 trams rijvaardig en was 43 kilometer baanvak herbouwd en in 1946 werd 112 kilometer volledig vernieuwd en weer opgebouwd. In 1947 werden de eerste nieuwe trams van het Type LM-47 (motorwagens) en LP-47 (aanhangwagens) in dienst gesteld. Deze trams werden opgebouwd van delen van LM/LP-33 trams die in de Tweede Wereldoorlog ernstig waren beschadigd zodat alleen bepaalde onderdelen nog bruikbaar waren. Trucks en bodemplaten werden gebruikt om dit type te fabriceren. Ze kregen een geheel nieuwe carrosserie die iets weg had van de een serie PCC-cars die voor het trambedrijf in Kansas, Verenigde Staten, was gebouwd. Deze zware trams, die de bijnaam ‘Slony’ (olifanten) kregen, omvatte een serie van 43 motor- en 42 aanhangwagens (nrs. 3501-3585).

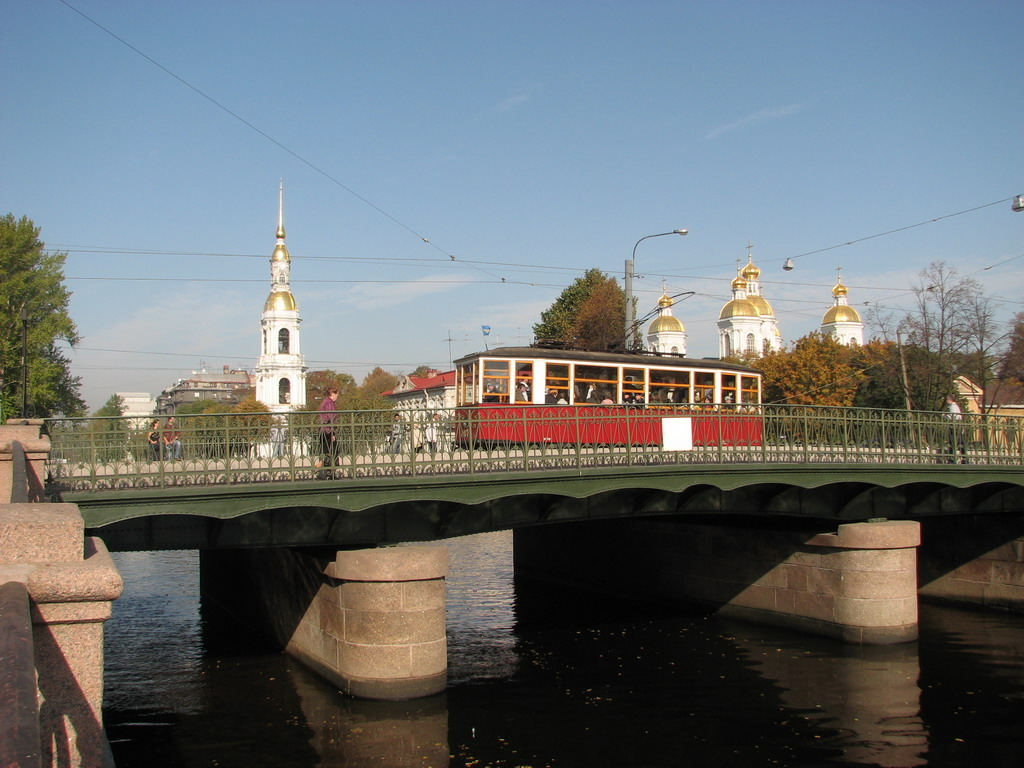
MSO-4 type dat tot eenrichtingswagen werd verbouwd.

Ook de bouw van de metro kon de tram niet stoppen vooral ook omdat vele buitenwijken (nog) niet op het metronetwerk werden aangesloten. De trams van het Type MS en MP die het beleg hadden overleefd en weer konden worden hersteld, werden omgebouwd tot eenrichtingswagen Type MSO. In 1949 volgde op het type LM/LP-47 reeds de serie LM/LP-49 en later LM-57. In 1958 wordt begonnen met het inbouwen en invoeren van een zelfbedieningssysteem waarbij passagiers bij voorverkoopadressen zelf kaarten kopen en deze in stempelautomaten ontwaarden. De conducteurs verdwijnen hierdoor meer en meer. In de jaren 1950 groeit het tramnet vooral in de buitenwijken met 72 km fors. In de jaren 1960 wordt 82 km toegevoegd en in de jaren 1970 zelfs 140 km. In de binnenstad worden echter meer en meer verbindingen opgeheven. Vooral rechtstreekse verbindingen over de ‘prospektiy’ worden opgeheven zoals in 1951 bv. al het tramverkeer over de Nevski prospekt.

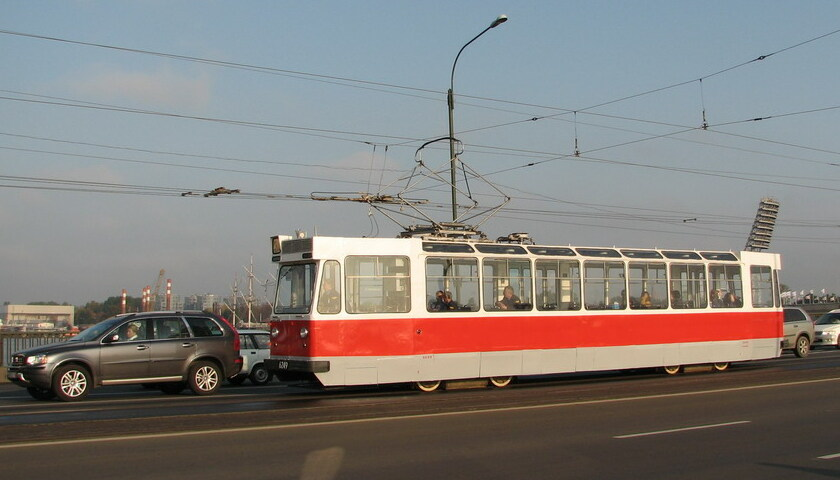
Vierasser LM-68.

Op basis van de zeassaer LVS-66, wordt tussen 1968 en 1975 het tramtype LM-68 gebouwd. Het is een Europees PCC-achtige tram die gekoppeld kan rijden. In totaal worden er 400 aangeschaft en ze krijgen de bijnaam ‘Akvarium’ wegens het zeer grote raamoppervlak dat de wagens hebben. Dit tramtype wordt zeer geliefd omdat het vooral ook voor het eerst in de historie van de Petersburgse tram zitplaatsen heeft die met kunstleder zijn bekleed. De wagens werden echter eind jaren 1990 massaal gesloopt (maar er is er een voor museumdoeleinden bewaard gebleven). Serieproductie van gelde trams startte in 1988 met de LVS-86, dit is anno 2023 nog steeds de meest talrijke tram ven het bedrijf.

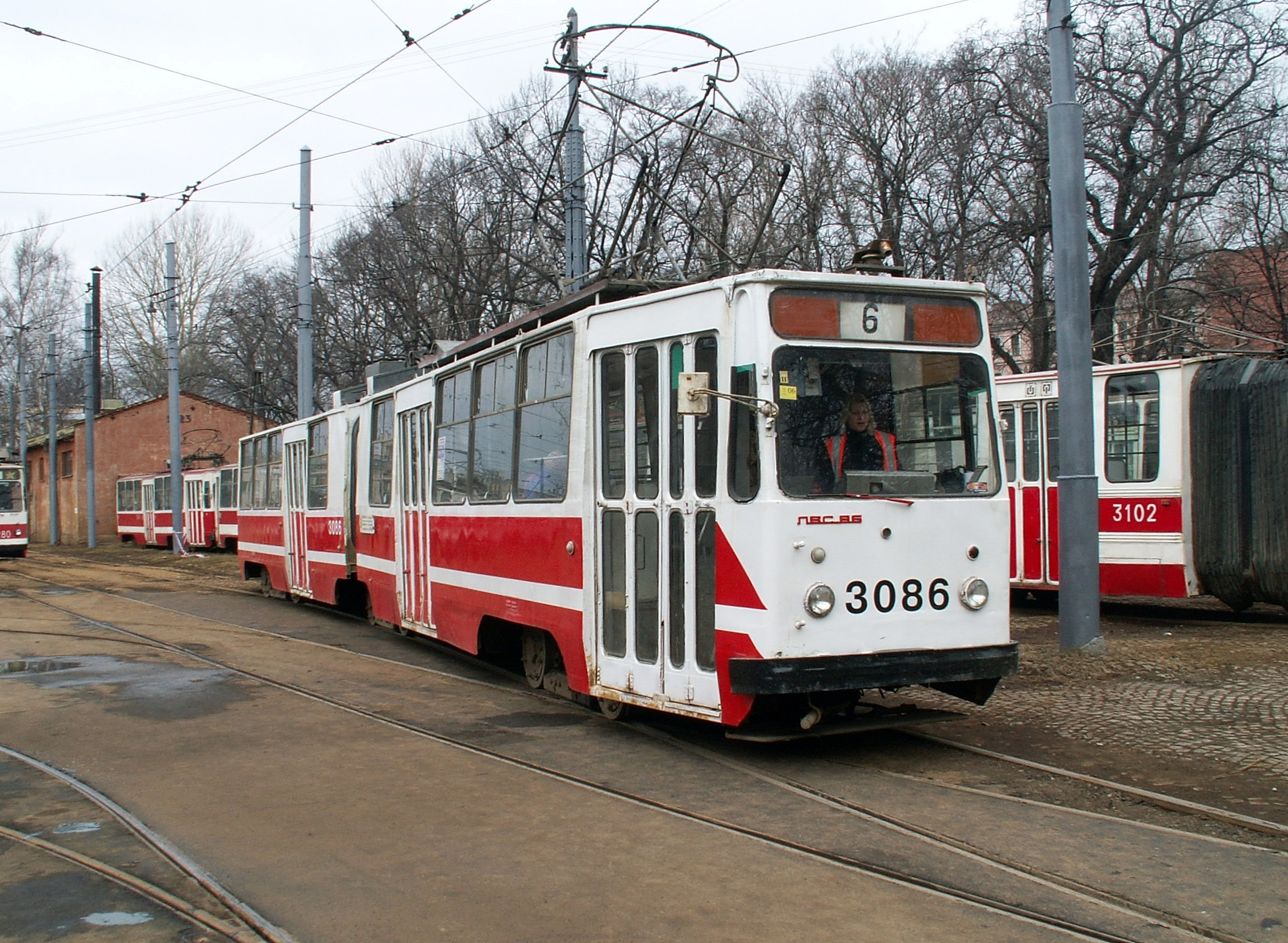
Enkelgelede tram van het type LVS-86K.

In 1986 is de lijnlengte toegenomen tot 1022 km waarbij de inwoners uit 66 tramlijnen kunnen kiezen. Dagelijks doen er 1673 trams dienst. Het bedrijf beschikt over 2160 trams zodat er – voor westerse begrippen – een enorme reserve is. Het meestel trammaterieel is van matige kwaliteit en de slijtage, ook veroorzaakt door de strenge winters, is fors. Feitelijk had de directie van het vervoersbedrijf veel eerder met een inkrimping van het netwerk willen beginnen door de metrobouw vanaf de jaren 1960 fors te versnellen. Maar deze bouw ondervindt vele moeilijkheden en de kosten zijn zeer hoog omdat de bouw ervan in een vroeger moerasgebied, waar de grondwaterspiegel zeer hoog ligt, zeer hoge kosten met zich meebrengt.

## Ontwikkelingen vanaf 1990

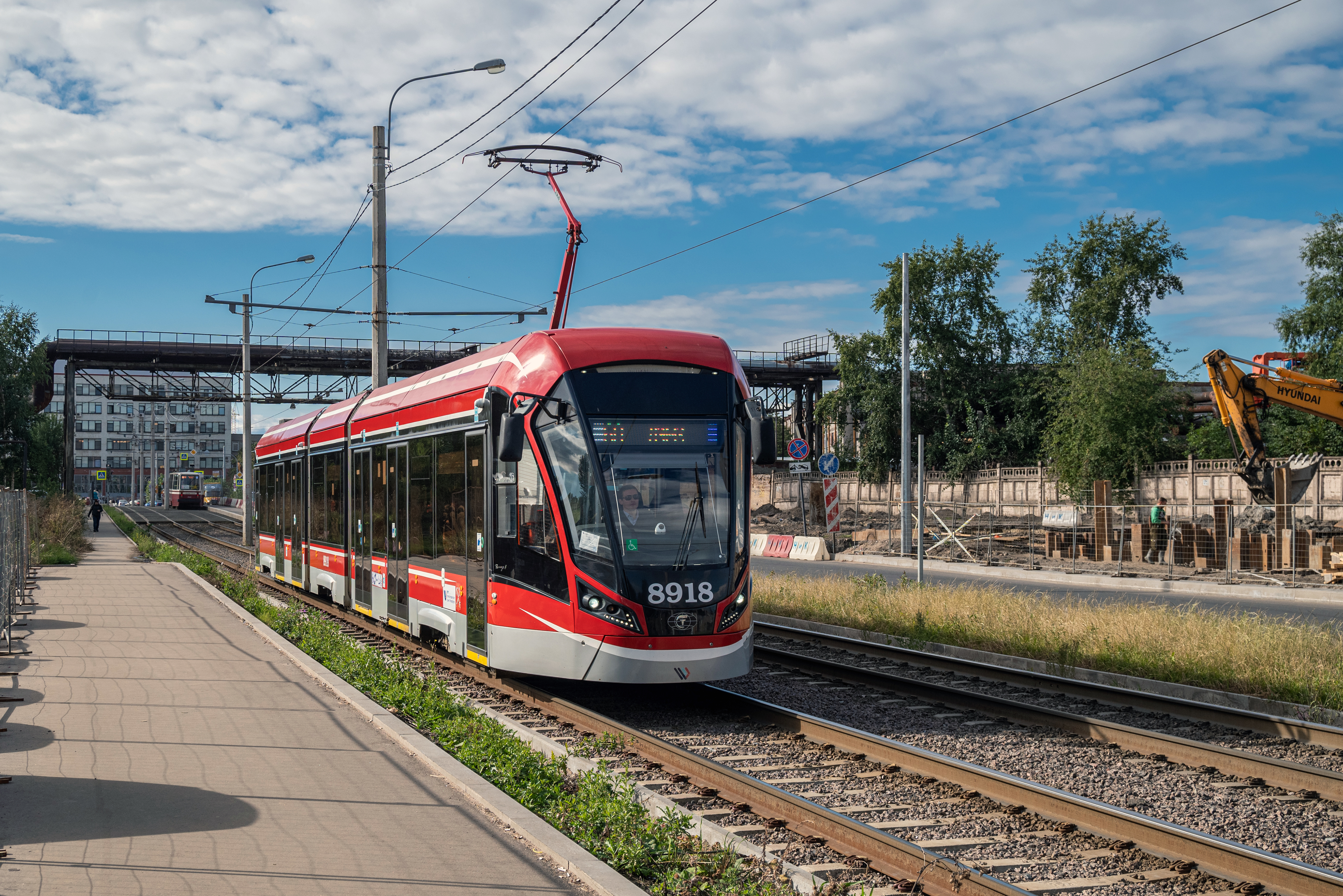
Lagevloertram type 71-931М.

Na het uiteenvallen van de Sovjet-Unie kwam het transportbedrijf in zwaar weer. De exploitatiesubsidies werden gekort en een van de gevolgen was een enorme verhoging van de ritprijzen. De passagiersaantallen nemen ook af omdat door de hoge werkloosheid de mensen geen noodzaak meer hebben met de tram te reizen. Ook zwartrijden neemt enorm toe. In 1997 omvatte het net nog een baanlengte van 600 km waarop dagelijks 1732 trams op 67 lijnen dienstdeden. In datzelfde jaar volgde de eerste opheffing van zeer slecht onderhouden en weinig gebruikte lijngedeeltes. Zo verdween het oude tramtraject over de Admiraliteitskade en reden er geen trams meer over de beroemde Paleisbrug (Dvortsovyy most). Tevens vervalt een belangrijke binnenstadsverbinding vanaf het Konyushennaya plein. Het stadsdeel ten noorden van de Nevski prospekt wordt van alle tramlijnen ontdaan en over de Petra Velikogobrug worden de verbinding omgezet in trolleybuslijnen. Door de enorme stijging van lonen en prijzen explodeerden de exploitatiekosten en konden rails en bovenleiding niet naar behoren worden onderhouden. Gevolg waren talloze ontsporingen en zeer slecht onderhouden trammaterieel. Op sommige trajecten mocht slechts 5 km per uur worden gereden. Lijnen die feitelijk geheel moesten worden herbouwd, werden uit dienst genomen met als gevolg dat er geen sprake meer was van een efficiënt en logistiek aantrekkelijk tramnet. De hoeveelheid exploiteerbare sporen nam in 10 jaar met 100 kilometer af. Voor de tramlijnen die verdwijnen komen meestal particuliere buslijnen terug en in sommige gevallen gebruikt het transportbedrijf de bovenleiding om een trolleybuslijn in te leggen. Slechts twee nieuwe lijnen konden sinds 1999 in dienst komen. Beide zijn lijnen die vanuit de nieuwe stadswijken Dolgoe Ozero, Komendantsky Aerodrom en Lakhtinsky Razliv naar het nieuwe metrostation Staraya Derevnya zijn aangelegd. Na een managementwisseling in 2005 zijn nog 20 kilometer logistiek cruciale spoorverbindingen opgeheven zodat de overgebleven lijnen slechts met vele omleidingen hun route kunnen vervolgen. De trajecten in de voorsteden worden goed onderhouden omdat ze een groot belang hebben gezien de ontbrekende metroverbindingen aldaar. In 2007 wordt een nieuwe tramlijn geopend die met het lijnnummer 100 op pad gaat. Deze lijn rijdt over de geheel gereconstrueerde Prosveshcheniya prospekt in het noorden van de stad. Een staaltje geldverspillingen was in 2007 de geheel gereconstrueerde aanleg van de sporen door de ulitsa Glinki, over het Theaterplein (Kirov) en door de Sadovaya ulitsa wegens de nieuwbouw van de historische Blagoveshchenskiy brug. Uiteindelijk keerde de tram hier niet terug met als gevolg dat er ongeveer 3 km geheel vernieuwde en ongebruikte trambaan ligt.

### Exploitatie

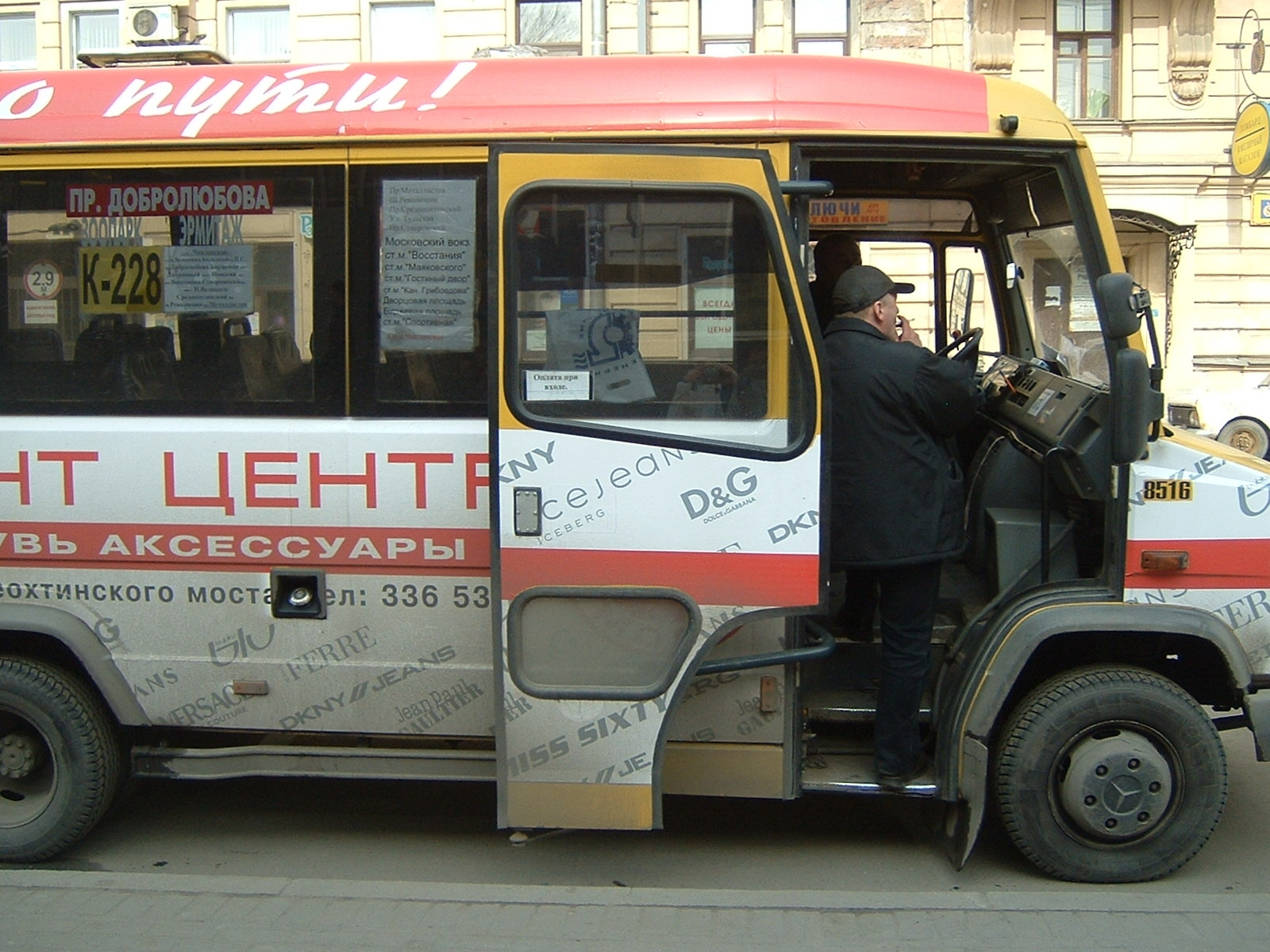
Privé bus op lijn K-228. ‘K’ staat voor Kommerchesky (commercieel)

Er worden geen frequentietabellen meer gepubliceerd omdat men per dag beoordeelt hoeveel trams inzetbaar zijn en praktisch betekent dit dat er meer trams in de remises staan om gerepareerd te worden dan dat er ingezet kunnen worden. Intervallen van 1 tram per 50 minuten zijn gemeengoed. De ritprijs is in 2012 gesteld op 20 roebel per rit (ongeveer €0,56) wat voor Russische begrippen zeer duur is. Het is echter volstrekt onvoldoende om een tramnet van te exploiteren en te onderhouden. Sinds 1997 wordt op alle lijnen de conducteur weer ingezet om het zwartrijden tegen te gaan. Bij gekoppelde wagens moet hij of zij echter beide wagens bedienen en zodoende wordt door vele passagiers voor het instappen beoordeeld waar de conducteur zich bevindt. Van Staatswege krijgen gepensioneerden, overlevenden van het beleg, veteranen van de Grote Patriottische Oorlog, kinderen en invaliden gratis vervoer. Een andere grote concurrentie voor de tram zijn de Marsjroetka’s. Dit zijn privé-bussen of –busjes die verbindingen aanbieden die parallel aan tram- en trolleybuslijnen lopen. Het is in Sint-Petersburg een toegestaan vervoermiddel. De bussen stoppen waar passagiers het willen en de frequentie is meestal eens per 10 minuten. Ze worden aangeduid met K-xxx waarbij de xxx aangeeft welke tram of buslijn wordt gevolgd. Vaak wordt niet de hele route gevolgd. Als er bv. geen passagier meer voor de laatste paar honderd meter van een route is, keert de bus om. De ritprijs schommelt rond de 10 roebel en de aantrekkelijkheid ervan is kennelijk zo groot dat zelfs gelede bussen worden ingezet.
In 2003 werden 2 remises gesloten en werd het grootste deel van het defecte trammaterieel, zo’n 700 trams, gesloopt. Het officiële beleid is dat de tram niet wordt afgeschaft waarbij vooral de toevoerlijnen naar de metrostations opgewaardeerd zullen worden.

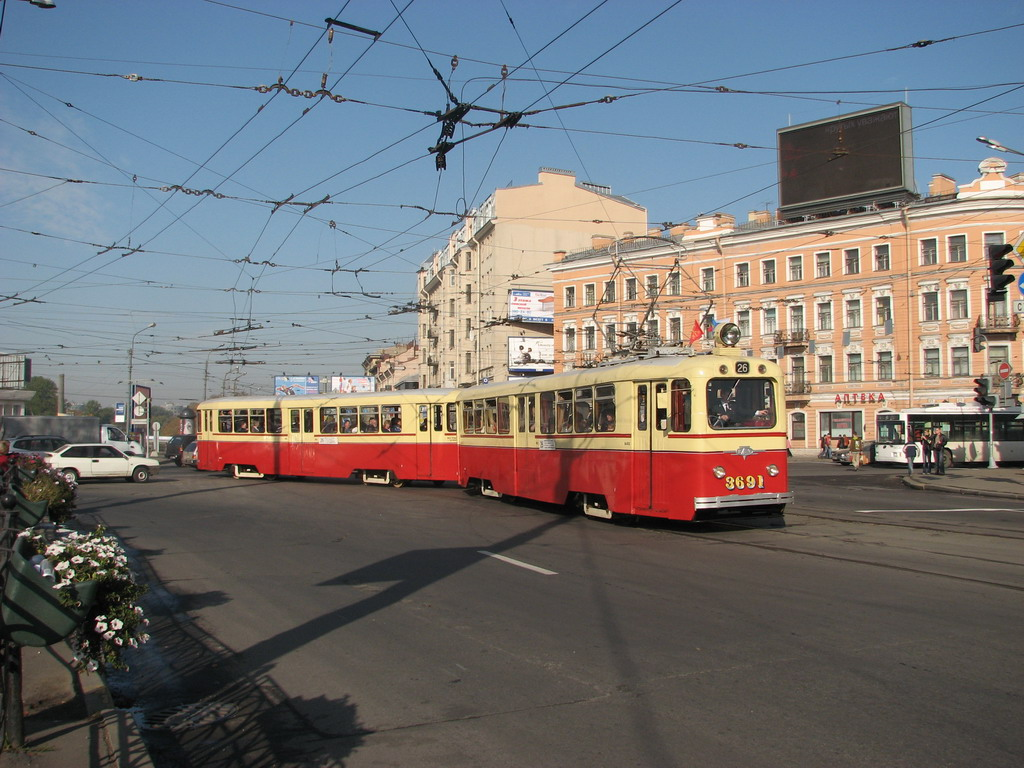
LM-49 museumstel tijdens de tramparade in 2007.
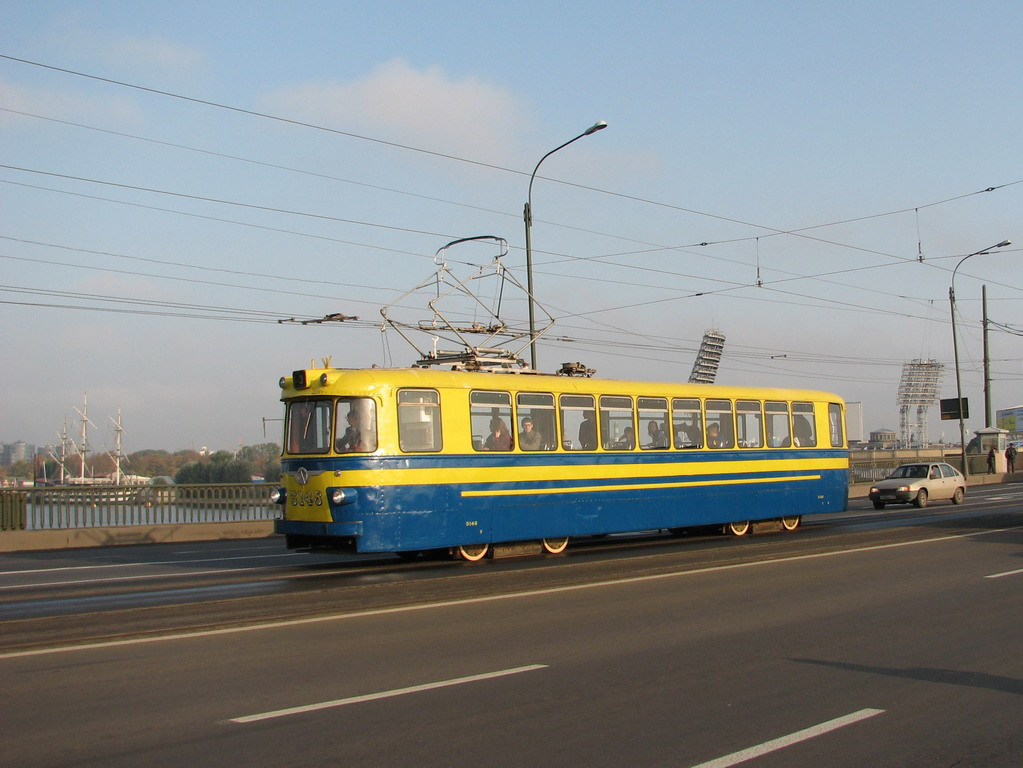
LM-57 motorwagen als museumtram, 2007.
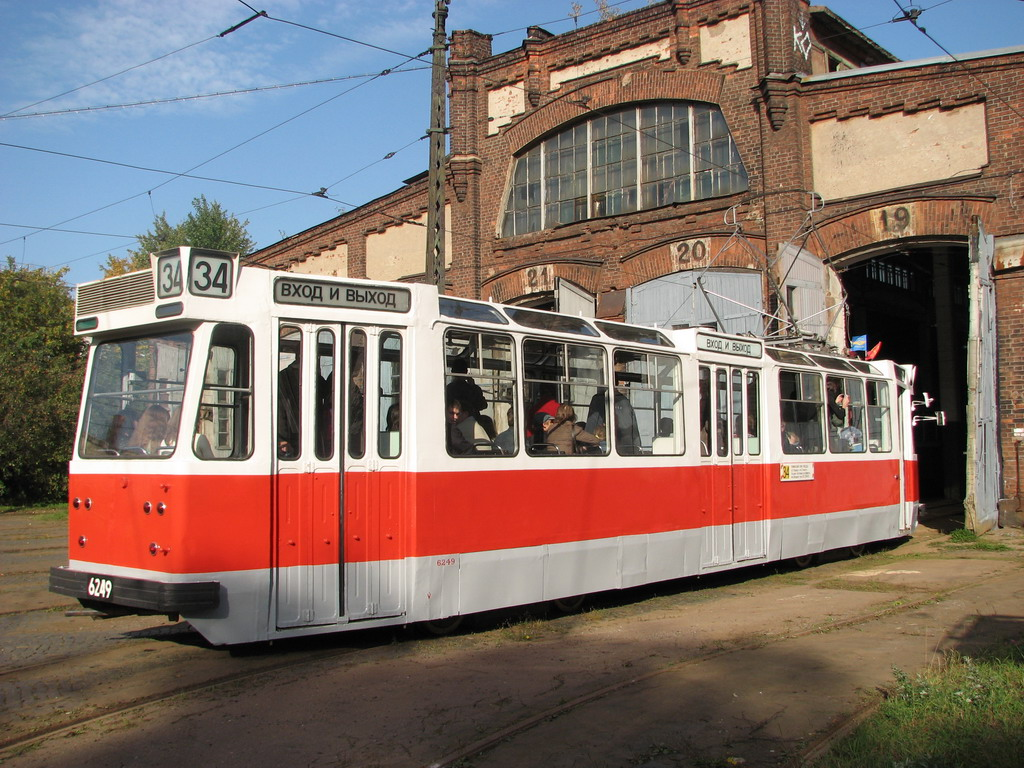
Achterkant en deurzijde van het succesvolle tramtype LM-68.
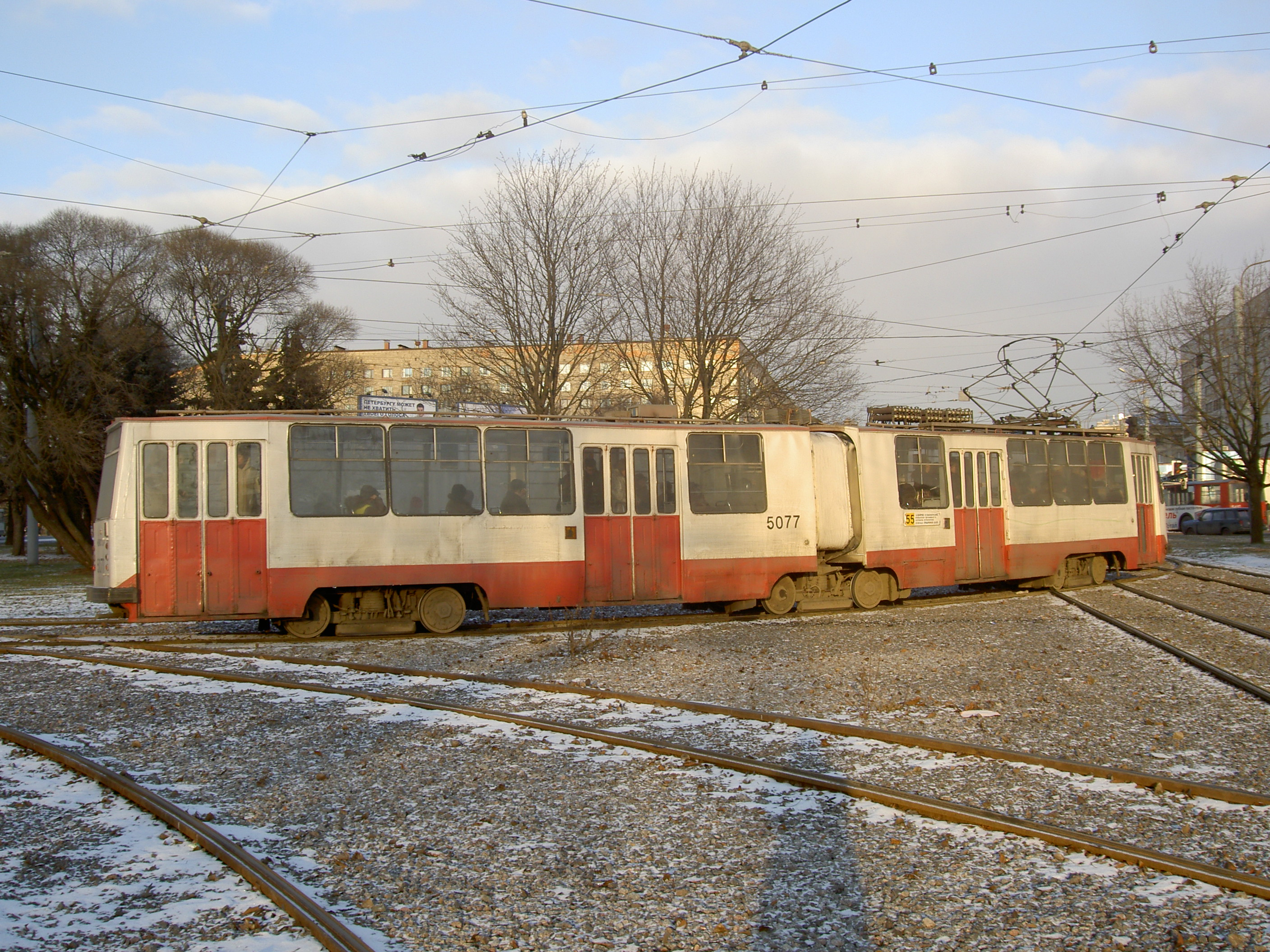
Enkelgelede tram van het Type LVS-86 op lijn 55 op het Muzhestva plein.
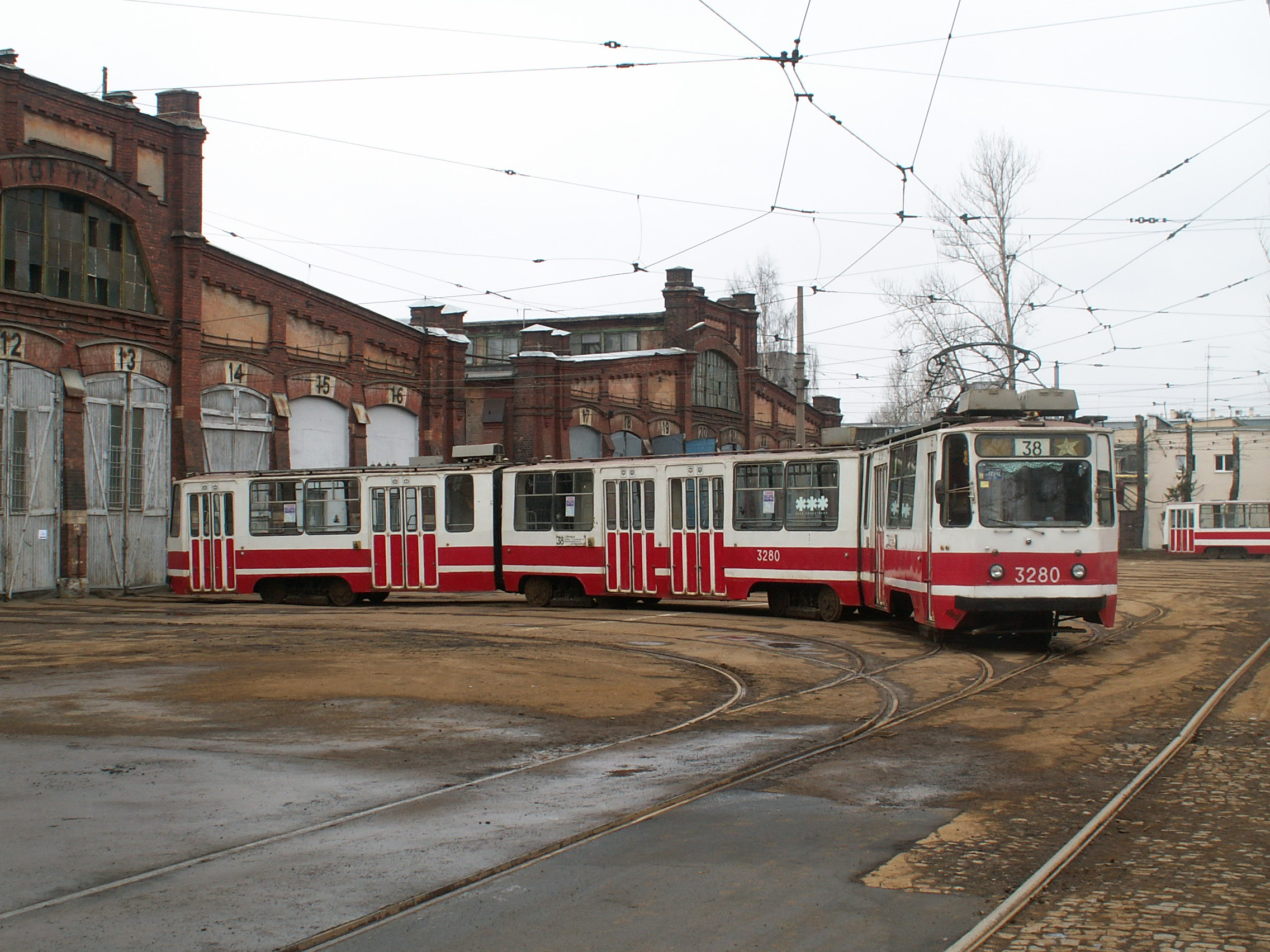
Dubbelgelede achtasser: het grote aantal deuren bevordert het snel in- en uitstappen.
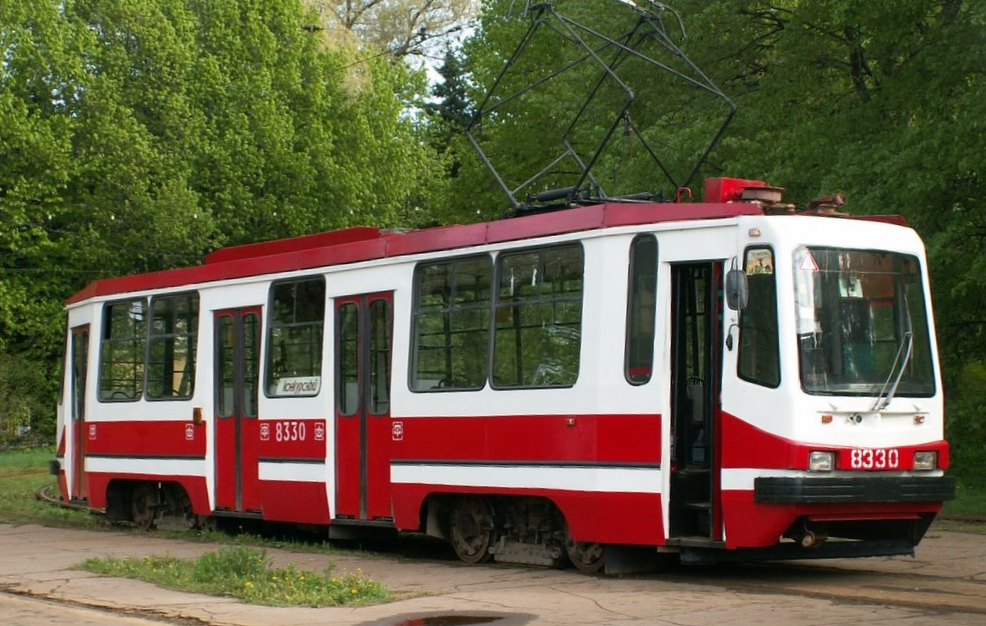
Tramtype LM-99K.

Tramnet

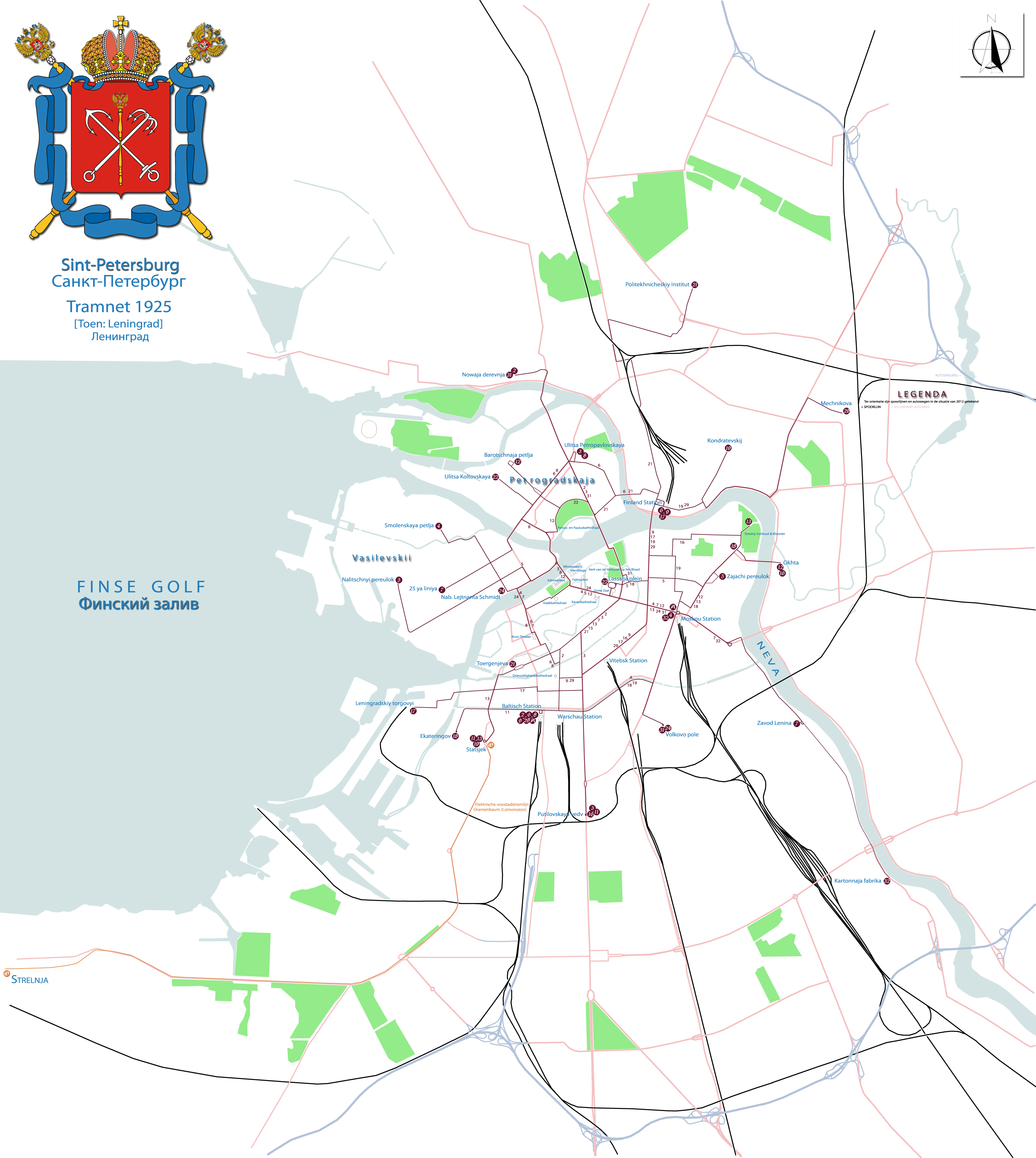
Het tramnet in St.-Petersburg in 1925.
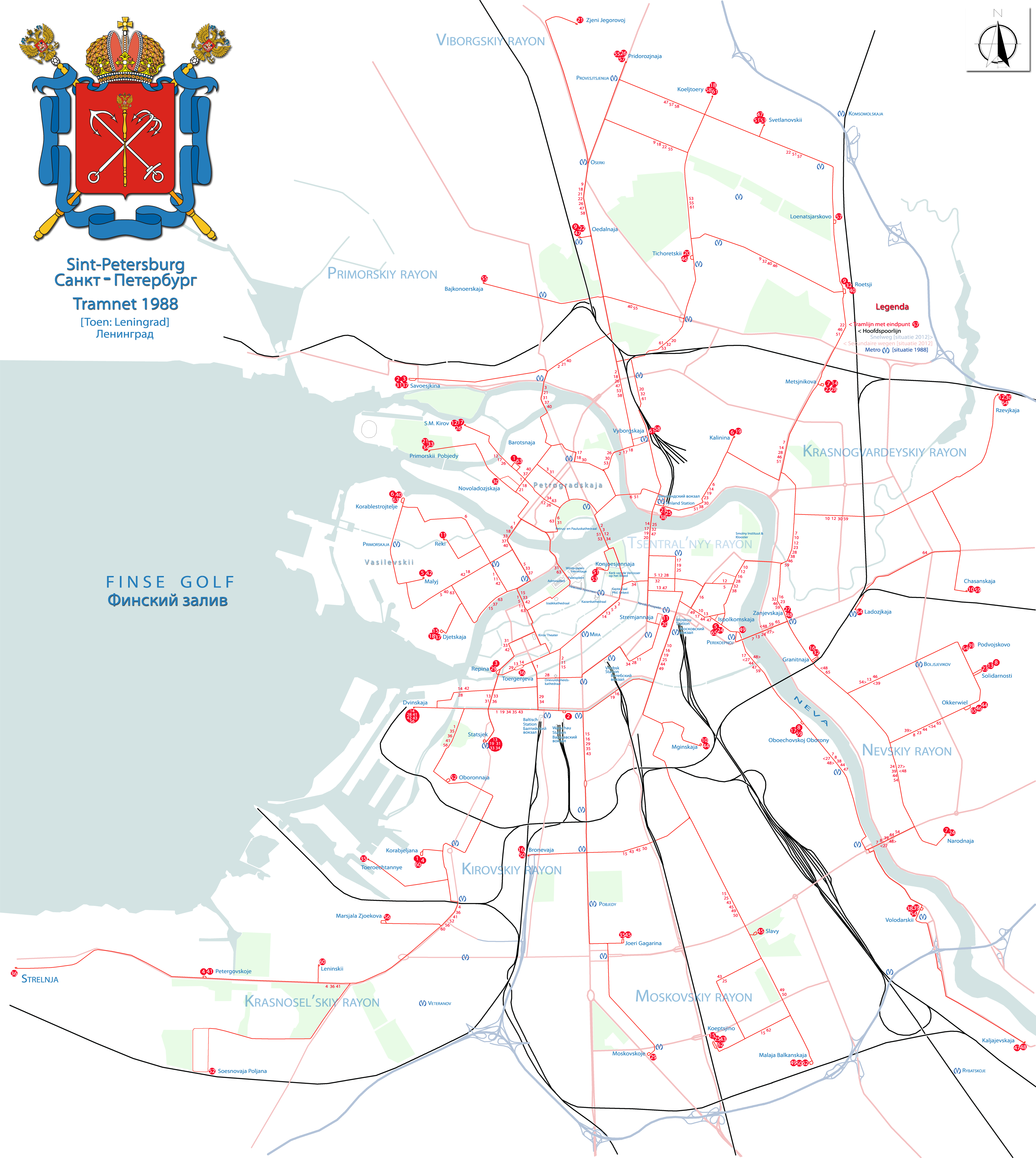
Het tramnet ten tijde van zijn grootste omvang, in 1988.
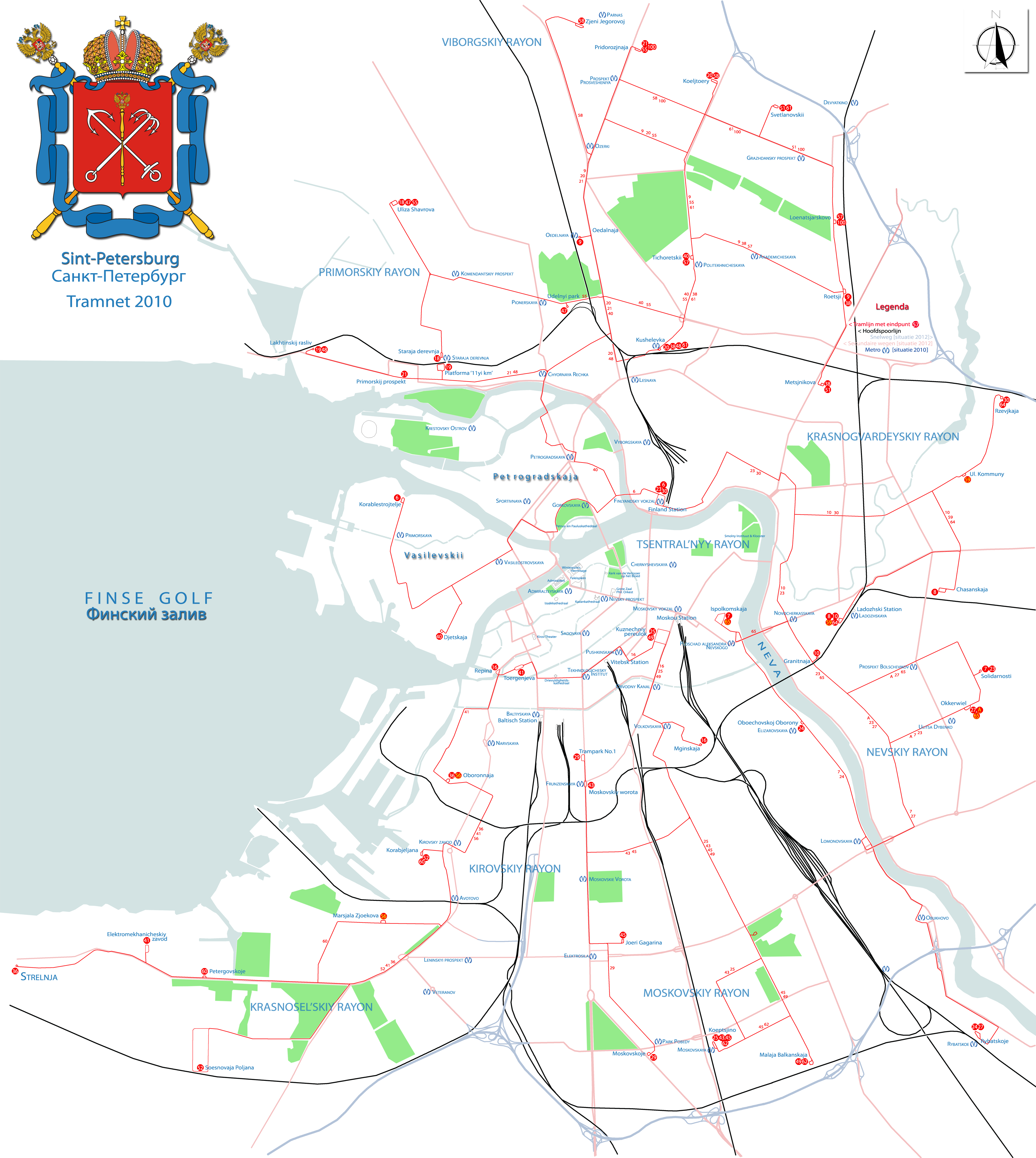
Het tramnet in 2010, nadat ruim 20 jaar een enorme afbraak van het net had plaatsgevonden.